# Вадовские Селищи
Вадовские Селищи (мокш. Вад Велязем, Вадовскяй Селища) — село в Зубово-Полянском районе Мордовии. Входит в состав Анаевского сельского поселения.

## География
Расположено на левом берегу Вад, в 35 км от районного центра и 20 км от железнодорожной станции Вад.

## История
Основаны не позднее 16 в. Название — двусоставный топоним, первая часть которого — гидроним, вторая указывает на древнее происхождение (см. Селище). По сведениям 1862 г., Вадовские Селищи — село казённое Спасского уезда Тамбовской губернии; в 180 дворах проживали 1213 чел. Во 2-й половине 18 в. здесь построена деревенская православная церковь; в 1832 г. — каменная Покровская (ныне архитектурный памятник). В 1913 году было 219 домохозяйств (1530 чел.); имелись церковно-приходская школа, ветряная мельница, маслобойка, трактир. В 2001 году в селе были 2-этажная средняя школа, Дом культуры, библиотека, отделение Сбербанка, почта, магазины; СХПК «Вадово-Селищенский» (1996; бывший колхоз им. Тельмана, образовался в 1930 г.), мясо-молочного направления. льники «Заря».

## Население
| 2002 | 2010 |
| ---- | ---- |
| 344  | ↘289 |

Национальный состав
Согласно результатам Всероссийской переписи населения 2002 года, в национальной структуре населения мордва-мокша составляли 96 %.

## Источник
- Энциклопедия Мордовия, С. Г. Девяткин.